# Дорога домой 2: Затерянные в Сан-Франциско
«Дорога домой 2: Затерянные в Сан-Франциско» (англ. Homeward Bound II: Lost in San Francisco) — приключенческий фильм Дэвида Р. Эллиса, вышедщий в прокат в 1996 году. Является продолжением фильма «Дорога домой: Невероятное путешествие».

## Сюжет
Фильм рассказывает о приключениях трёх животных: золотистого ретривера Шедоу (Ральф Уэйт), гималайской кошки Сесси (Салли Филд), и американского бульдога Шанса (Майкл Джей Фокс).
Хозяева Шедоу, Сесси, и Шанса решили поехать в Канаду. В Международном аэропорту Сан-Франциско Шанс начинает паниковать и вырывается из клетки. Когда самолёт с их хозяевами улетает, животные решают найти дорогу домой. Во время путешествия Шанс влюбляется в дворнягу по имени Делайла (Карла Гуджино), которая никогда не имела человеческой семьи. Ралли — «друг» Делайлы — считает, что люди жестоки, так как он был покинут его первоначальными владельцами, позже увидя, как Шедоу спас ребёнка из горящего дома, он меняет своё мнение. После возвращения домой Шанс впадает в депрессию. Но когда Делайла нашла его, он воссоединяется с ней. Семья принимает её как нового члена семьи.

## В ролях
- Роберт Хейз ― Боб Сивер;
- Ким Грист ― Лаура Сивер;
- Кевин Чевалия ― Джейми Сивер;
- Вероника Лорен ― Хоуп Сивер;
- Бендж Талл ― Питер Сивер;
- Ральф Уэйт ― Шедоу;
- Майкл Джей Фокс ― Шанс;
- Салли Филд ― Сэсси;
- Майкл Белл ― Стоки;
- Адам Голдберг ― Пит;
- Карла Гуджино ― Делайла;
- Кигэн Макинтош ― Такер;
- Эндрю Эйрли ― отец Такера;
- Тресс Макнилл ― французский пудель;
- Синдбад ― Райли;
- Стивен Тоболовски ― Бандо;
- Боб Юкер ― Трикси Юкер.